# Rhaptonema thouarsiana
Rhaptonema thouarsiana är en tvåhjärtbladig växtart som beskrevs av Friedrich Ludwig Diels. Rhaptonema thouarsiana ingår i släktet Rhaptonema och familjen Menispermaceae. Inga underarter finns listade i Catalogue of Life.